# Медаль радиационной защиты
Медаль радиационной защиты или медаль Зиверта — награда Шведской королевской академии наук, присуждаемая с 1962 года по инициативе шведского радиофизика Рольфа Зиверта.

## Присуждение
Медаль присуждается раз в 4 года Конгрессом Международной ассоциации по радиационной защите.

## Церемония вручения
На церемонии вручения лауреат выступает с «зивертовской речью» (аналогично «нобелевской речи» при вручении Нобелевской премии).

## Денежная премия
Денежной премии к «медали Зиверта» не полагается.

## Описание медали
Награда представляет собой именную золото-платиново-титановую медаль большого размера, на которой изображены атомная электростанция, пациент на носилках и первый рентгеновский аппарат. На ребре выгравирована дата вручения и имя лауреата. Копия медали хранится в Шведской королевской академии наук.

## Лауреаты
С 1962 по 2024 год лауреатами стали 14 человек:
- 1962 — Уолтер Бинкс, Великобритания, и Карл Циглер Морган, США — основатели радиационной физики.
- 1965 — У. В. Мейнорд[англ.], Великобритания, первопроходец в медицинской физике, инициатор введения единицы измерения Рад;
- 1969 — медаль не присуждалась.
- 1973 — Лористон С. Тейлор, США — физик в области защиты от излучения;
- 1977 — медаль не присуждалась.
- 1981 — сэр Эдвард Почин, Великобритания — врач, специалист по последствиям ионизирующего излучения.
- 1985 — Синдзи Такахаси (1912—1985), Япония — пионер радиографии и томографии[4].
- 1989 — Бо Линделл, Швеция — радиофизик, соратник Рольфа Зиверта, разработчик принципа оптимизации радиационной защиты реакторов, автор книг по истории изучения радиации. В 2017 году учреждена Медаль Бо Линделла за содействие радиационной защите.
- 1993 — Исудзо Сигэмацу, Япония — исследователь онкологических заболеваний среди выживших после атомных бомбардировок.
- 1996 — медаль не присуждалась.
- 2000 — Ангелина Гуськова, Россия[2] — советская и российская исследовательница последствий радиации, врач-радиолог, доктор медицинских наук.
- 2004 — сэр Ричард Долл, Великобритания[1], исследователь связи лейкоза и радиации.
- 2008 — Кришнасвами Шанкаранараянан, Индия, исследователь риска генетических нарушений от воздействия радиации[5].
- 2012 — Кит Экерман (англ. Keith Eckerman), США[6] — радиолог, исследователь влияния различных доз поглощённой радиации и моделирования последствий.
- 2016 — Этель Гилберт (англ. Ethel S. Gilbert), США[7] — исследовательница канцерогенного влияния малых доз радиации, в частности — среди персонала атомных электростанций.
- 2021 — Дейл Л. Престон, США — исследователь рисков радиации для здоровья, разработчик программного обеспечения для анализа радиационного воздействия. Вручение отложено на год из-за пандемии COVID-19.
- 2024 — Оцура Нива, Япония — радиобиолог, исследователь научных, этических и социальных проблем, связанных с радиацией. Инициатор диалога между международными организациями и местным населением после аварии на АЭС Фукусима-1[8].